# Renault 6
Renault 6 tillverkades på samma bottenplatta som Renault 4. Den hade skivbromsar fram och hade en kombi-kupékaross liknande Renault 16. Den större karossen gav bättre utrymmen, men gjorde också att bilens prestanda inte motsvarade förväntningarna hos köparna. En något större motor erbjöds därför med 1,1 liters volym och 44 hk fr o m 1970.

## Ansiktslyftning
Renault 6 fick en ansiktslyftning 1974 med fyrkantiga strålkastare, nya bakljus och stötfångare. Tillverkningen i Frankrike upphörde 1980, men fortsatte till 1986 i Spanien och Argentina.